# Ewelina Wojnarowska
Ewelina Wojnarowska, född den 15 december 1986, är en polsk kanotist.
Hon tog bland annat VM-brons i K-1 4 x 200 meter i samband med sprintvärldsmästerskapen i kanotsport 2011 i Szeged.